# Отто Аманн
Отто Аманн (нім. Otto Amann; 11 січня 1892, Верхній Пфальц — 26 жовтня 1958, Айхштедт) — німецький офіцер, генерал-майор вермахту.

## Біографія
1 вересня 1913 року вступив в Баварську армію. Учасник Першої світової війни. Після демобілізації армії залишений в рейхсвері. З 26 серпня 1939 року — командир 1-го батальйону 282-го піхотного, з 4 січня 1940 року — 46-го, з 23 січня 1940 року — 10-го запасного піхотного, з 5 липня 1941 року — 593-го піхотного полку. 8 вересня 1942 року відправлений в резерв ОКГ. З 13 травня 1943 року — командир 7-го запасного гренадерського полку. 26 серпня 1943 року знову відправлений в резерв ОКГ. З 1 травня 1944 року — військовий комендант Регенсбурга. 8 травня 1945 року взятий в полон. В 1947 році звільнений.

## Звання
- Фанен-юнкер (1 вересня 1913)
- Фанен-юнкер-унтерофіцер (7 січня 1914)
- Фенріх (1 липня 1914)
- Лейтенант (27 вересня 1914)
- Оберлейтенант (6 квітня 1918)
- Гауптман (1 жовтня 1926)
- Майор (1 вересня 1934)
- Оберстлейтенант (1 березня 1937)
- Оберст (1 лютого 1940)
- Генерал-майор (1 грудня 1943)

## Нагороди
- Залізний хрест
  - 2-го класу (квітень 1915)
  - 1-го класу (березень 1918)
- Орден «За військові заслуги» (Баварія) 4-го класу з мечами (травень 1915)
- Хрест «За військові заслуги» (Австро-Угорщина) 3-го класу з військовою відзнакою (липень 1917)
- Нагрудний знак «За поранення» в сріблі (травень 1919)
- Почесний хрест ветерана війни з мечами (27 лютого 1935)
- Медаль «За вислугу років у Вермахті»
  - 4-го, 3-го і 2-го класу (18 років; 2 жовтня 1936) — отримав 3 нагороди одночасно.
  - 1-го класу (25 років; 1 жовтня 1938)
- Хрест Воєнних заслуг
  - 2-го класу з мечами (20 квітня 1940)
  - 1-го класу з мечами (20 квітня 1942)
- Застібка до Залізного хреста 2-го класу (серпень 1942)